# Міжнародний кредит
Міжнародний кредит — це форма руху позикового капіталу у сфері міжнародних економічних відносин, де кредиторами і позичальниками виступають суб'єкти різних країн. Суб'єктами цих відносин виступають приватні фірми, комерційні банки, кредитні організації, нефінансові заклади, держави та державні органи, а також регіональні міжнародні банки розвитку, міжнародні фінансові інститути.

## Міжнародний кредит та його роль вміжнародних економічних відносинах
Міжнародний кредит — це економічні відносини, які виникають між кредиторами і позичальниками різних країн з приводу надання, використання та погашення позики. Кредитні відносини складаються на принципах:
- повернення
- терміновості
- платності
- гарантованості

Основною сутнісною ознакою міжнародного кредиту є те, що він являє собою форму руху позичкового капіталу у сфері міжнародних економічних відносин. Рух цієї форми капіталу пов'язаний з наданням суб'єктам світового ринку валютних та кредитних ресурсів на умовах повернення, визначення строків, на які кредити надані, та виплати відповідної винагороди за позичку у формі відсотка.
На основі міжнародного кредиту сформувалися місткі міжнародні ринки позичкових ресурсів. Крім великих національних, міжнародних за своїм характером (наприклад, нью-йоркський, лондонський та ін.), виникли й досягли на сучасному етапі колосальних розмірів світовий ринок капіталів, ринок євровалют та єврокапіталів. Ключову роль на цьому ринку як суб'єкти міжнародних кредитних відносин відіграють міжнародні банківські консорціуми.
Операції на світовому ринку капіталів за своїм характером поділяють на комерційні — ті, що пов'язані із зовнішньою торгівлею, та фінансові (вивіз капіталу, погашення заборгованості та ін.).
 Функції міжнародного кредиту:
- забезпечення перерозподілу між країнами фінансових і матеріальних ресурсів, що сприяє їх ефективному використанню
- збільшення нагромадження в межах всього світового господарства за рахунок використання тимчасово вільних грошових коштів одних країн для фінансування капіталовкладень в інших країнах
- прискорення реалізації товарів у світовому масштабі

У розвитку світового господарства міжнародний кредит відіграє важливу роль, сприяючи розвитку продуктивних сил та розширенню масштабів торгівлі. Водночас він може призводити і до негативних наслідків, викликаючи диспропорції в економіці країн-кредиторів. Надмірне залучення міжнародних кредитів та їх неефективне використання підриває платоспроможність позичальників внаслідок сплати величезних відсотків за кредит. Зовнішня заборгованість для багатьох країн стала причиною призупинення їх економічного зростання.
Фактори поширення
Фактори поширення кредитних відносин у міжнародній сфері:
- інтернаціоналізація виробництва і капіталу
- активізація міжнародних економічних зв'язків
- зміцнення позицій ТНК
- НТР, досягнення у сфері комунікаційних технологій

## Форми та види міжнародного кредиту
Різноманітність форм та видів міжнародного кредиту в найзагальніших рисах можна класифікувати за кількома головними ознаками, які характеризують окремі сторони кредитних відносин.
Форми міжнародного кредиту:
1. За цільовим призначенням:
  - Зв'язані кредити — надаються на конкретні цілі, обумовлені в кредитній угоді. Вони можуть бути:
    - комерційні — які надаються для закупівлі певних видів товарів і послуг;
    - інвестиційні — для будівництва конкретних об'єктів, погашення заборгованості, придбання цінних паперів;
    - проміжкові — для змішаних форм вивезення капіталів, товарів і послуг, наприклад, у вигляді виконання підрядних робіт (інжиніринг).

  - Фінансові кредити — це кредити, які не мають цільового призначення і можуть використовуватися позичальниками на будь-які цілі.
2. За загальними джерелами:
  - Внутрішні кредити — це кредити, що надаються національними суб'єктами для здійснення зовнішньоекономічної діяльності іншим національним суб'єктам.
  - Іноземні (зовнішні) кредити — це кредити, що надаються іноземними кредиторами національним позичальникам для здійснення зовнішньоекономічних операцій.
  - Змішані кредити — це кредити як внутрішнього, так і зовнішнього походження.
3. За формою кредитування:
  - Товарні кредити — міжнародні кредити, що надаються експортерами своїм покупцям у товарній формі з умовою майбутнього покриття платежем у грошовій чи іншій товарній формі.
  - Валютні (грошові) кредити — кредити, надані у грошовій формі: у національній або іноземній валюті.
4. За формою забезпечення:
  - Забезпечені кредити — кредити, забезпечені нерухомістю, товарами, документами, цінними паперами, золотом та іншими цінностями як заставою.
Застава товару для одержання кредиту здійснюється в трьох формах:
    - тверда застава (певна товарна маса закладається на користь банку);
    - застава товару в обігу (враховується залишок товару відповідного асортименту на певну суму);
    - застава товару в переробці (із заставою товару можна виробляти вироби, не передаючи їх до застави в банк).

Застава є засобом забезпечення зобов'язань за кредитною угодою, тому кредитор має право у разі невиконання боржником зобов'язань отримати компенсацію, розмір якої дорівнює вартості застави.
  - Бланкові кредити — кредити, надані просто під зобов'язання боржника вчасно погасити, документом при цьому виступає соло-вексель з одним підписом позичальника. Різновидами бланкових кредитів є контокорент та овердрафт. Контокорент — одна з найстаріших форм банківських операцій. Вона є особливою формою кредитної угоди, згідно з якою кредитна операція передбачає відстрочку платежу, який мав би бути здійсненим за відсутності контокорентної угоди. Це здійснюється з метою збереження у клієнтів певних коштів, які вони повинні сплачувати для вирішення інших проблем, що дає змогу прискорити обіг їх коштів, розширити операції.
  - В англо-саксонських країнах застосовується інша форма короткострокового кредитування, яка має спільні риси з контокорентом, — овердрафт. При наданні овердрафту банк здійснює списання коштів з рахунку клієнта у розмірах, більших ніж залишки на його рахунку, відкриваючи таким чином кредит. Принципова різниці між контокорентом і овердрафтом полягає в тому, що угода про овердрафт щоразу укладається знову і означає тільки одну домовленість про надання кредиту, тоді як за контокорентом передбачається автоматичне продовження кредитування протягом усього контокорентного періоду.
5. За строками:
  - Надстрокові — добові, тижневі, до трьох місяців.
  - Короткострокові — до 1 року.
  - Середньострокові — від 1 до 5 років.
  - Довгострокові — понад 5—7 років.
6. За валютою позики:
  - у валюті країни-позичальника;
  - у валюті країни-кредитора;
  - у валюті третьої країни;
  - у міжнародній грошовій одиниці (СПЗ, ЕКЮ та ін.).
7. За формою надання розрізняють:
  - фінансові (готівкові) кредити — зараховуються на рахунок боржника та надходять в його розпорядження;
  - акцептні кредити — застосовуються у формі акцепту тратти імпортером або банком;
  - депозитні сертифікати — документи, які свідчать про вкладення грошових коштів, поміщення їх на депозитний рахунок у банк під оголошену ставку відсотка;
  - облігаційні позики та інше.
8. За кредиторами:
  - Приватні кредити — надаються приватними особами.
  - Фірмові (комерційні) кредити — кредити, що надаються фірмами.
  - Банківські кредити — кредити, які надаються банками, іноді посередниками (брокерами).
  - Урядові (державні) кредити — кредити, надані урядовими установами від імені держави.
  - Кредити міжнародних фінансово-кредитних організацій.
  - Змішані кредити — в яких беруть участь приватні підприємства та держава, державні та міжнародні установи.
  - Фірмовий (комерційний) кредит є однією з найстаріших форм зовнішньоторговельного кредиту. Він є позичкою, яка надається експортером однієї країни імпортеру іншої у вигляді відстрочки платежу, або, іншими словами, це не що інше, як комерційний кредит у зовнішній торгівлі. Фірмовий кредит, строки якого коливаються в межах від 1 до 7 років, має декілька різновидів: вексельний кредит; аванс покупця; кредит за відкритим рахунком. Частіше всього фірмові кредити реалізують з допомогою векселя або за відкритим рахунком.
  - Вексельний кредит передбачає, що експортер укладає договір про продаж товару, а потім виставляє перевідний вексель на імпортера. Останній, одержавши комерційні документи, акцептує його, тобто дає згоду на оплату в строк, який на ньому вказано.

Кредит за відкритим рахунком проводять через відповідні рахунки банків імпортера та експортера. Зокрема, згідно з борговою угодою експортер записує на рахунок імпортера його борг у сумі, еквівалентній загальній вартості відвантажених товарів із заліком відсотків, що нараховуються. Імпортер, у свою чергу, зобов'язується в термін, який вказано в угоді, погасити суму кредиту та сплатити відсотки.
За фірмового кредиту імпортер часто сплачує так званий аванс покупця експортеру у розмірі найчастіше 10-20% вартості поставки у кредит. У такий спосіб аванс покупця виступає як свого роду зобов'язання останнього прийняти товари, які поставляються у кредит.
Зв'язок фірмового кредиту з банківським полягає в тому, що хоча фірмовий кредит і відображає відносини між постачальником та покупцем, він все ж таки передбачає участь банківських коштів. При продажу машин, устаткування фірмовий кредит надається на більш довгі строки (до 7 років), що відволікає на тривалий час значні кошти експортера та примушує його звертатися до банківського кредиту або рефінансувати свій кредит у банку.
До початку 60-х років XX століття фірмові кредити були переважною формою зовнішньоторговельного кредиту. Вони за своїм вартісним обсягом більше ніж у 2 рази переважали банківський експортний кредит. Але швидкий розвиток міжнародної торгівлі, необхідність імпорту взаємопов'язаної продукції одночасно у декількох постачальників, збільшення термінів кредиту виявили недоліки фірмового кредиту. Серед них, з точки зору імпортера, найсуттєвішими є: обмежені строки кредиту, порівняно невеликі обсяги кредитування, прив'язаність імпортера до продукції фірми постачальника тощо. Тому зі зростанням масштабів міжнародної торгівлі та її диверсифікацією частка фірмових кредитів у загальній сумі зовнішньоторговельного кредиту почала поступово зменшуватися.
Банківський зовнішньоторговельний кредит має для імпортера певні переваги перед фірмовим. Зокрема, вони полягають у тому, що цей вид кредитування надає більше можливостей для маневрування при виборі постачальника певної продукції, а окрім того, забезпечує довші терміни кредиту, більші обсяги постачань за кредитом, порівняно нижчою є і вартість кредиту.
Банківські кредити за цільовим призначенням поділяють на: експортні та фінансові; за технікою надання на: акцептні та акцептно-рамбурсні кредити.
Експортний кредит полягає у тому, що він надається банком країни-експортера банку країни-імпортера (чи безпосередньо імпортеру) для кредитування постачань машин, устаткування тощо Ці кредити надаються в грошовій формі та мають «зв'язаний» характер (тобто боржник зобов'язаний використовувати кредит тільки для купівлі товарів у країни кредитора).
Фінансовий кредит дає змогу здійснювати купівлю товарів на будь-якому ринку, і таким чином виникають умови для вибору варіантів комерційних угод. Досить часто фінансовий кредит не пов'язаний з товарними поставками, і він може бути призначений, наприклад, для погашення зовнішньої заборгованості, підтримання валютного курсу, поповнення авуарів (рахунків) в іноземній валюті тощо. Основними споживачами фінансових кредитів виступають ТНК та ТНБ, які часто використовують їх для різного роду спекуляцій та фінансових маніпуляцій. Фінансові кредити можуть брати також центральні банки промислово розвинених країн, які використовують їх для погашення дефіциту платіжного балансу та здійснення валютних інтервенцій.
Акцептний кредит видається, якщо імпортер згоден оплатити тратту експортера. Перед настанням терміну оплати імпортер вносить в банк суму боргу, а банк в цей термін погашає його зобов'язання перед експортером.
Акцептно-рамбурсний кредит — банк імпортера в межах узгоджених лімітів кредитування виставляє безвідкличні акредитиви на банк експортера, котрий зобов'язується акцептувати трати й оплатити їх з настанням терміну. Після відвантаження товару експортер скеровує платіжні й товарні документи до свого банку. Останній акцептує переказний вексель і виплачує експортерові вартість товару. Потрібні для цього кошти банк експортера отримує через переоблік трати на світовому грошовому ринку. Коли настане термін оплати, останній тримач трати пред'являє її до оплати банкові експортера, який здійснює платіж за рахунок відшкодування отриманого від банку імпортера.
Кредитування зовнішньої торгівлі охоплює кредитування експорту та кредитування імпорту. Кредитування експорту може здійснюватися у таких формах:
- авансові платежі, які надають країни-експортери іноземним виробникам;
- банківського кредитування: надання кредитів в дорозі; відкриття кредитних ліній; надання кредитів під товари або товарні документи в країні імпортера; бланкові кредити;
- факторинг (від англ. Factor — агент, посередник) — придбання банком або спеціалізованою факторинговою компанією права вимоги щодо виплат за фінансовими зобов'язаннями здебільшого у формі дебіторських рахунків за поставлені товари чи послуги. Експортер поступається факторинговій фірмі правом отримання платежів від платників за поставлені товари. Остання в свою чергу зобов'язується повертати йому гроші у міру їх надходження від боржників або оплатити йому всю суму відразу. За здійснення факторингових операцій експортер вносить передбачену угодою плату, яка може бути дещо вищою від відсотків за кредит. Якщо факторинг зручніший для фінансування експорту товарів споживання з терміном кредитування від 90 до 180 днів, то такий вид кредитування, як форфейтинг використовується при фінансуванні експорту товарів виробничого призначення з терміном кредитування до кількох років. Водночас, факторинг, як правило, не покриває всіх політичних та перевідних ризиків, тоді як форфейтер при форфейтуванні будь-якої вимоги за ці ризики несе відповідальність. У багатьох країнах прийшли до висновку, що форфейтування може бути відносно недорогим, альтернативним іншим формам експортного фінансування, що застосовуються зараз;
- форфейтинг (від франц. «a forfait» — відмова від прав) — кредитування експортера шляхом придбання векселів, акцептованих імпортером, або інших боргових вимог. В обмін на придбані цінні папери банк виплачує експортеру еквівалент їх вартості готівкою з вирахуванням фіксованої облікової ставки, премії за ризик неоплати зобов'язань та разового збору за зобов'язання купити векселі експортера. Форфейтинг — одна з нових форм кредитування зовнішньої торгівлі. Її поява зумовлена швидким зростанням експорту дорогого устаткування з тривалим терміном виробництва, посиленням конкурентної боротьби на світових ринках та зростанням ролі кредиту у розвитку світової торгівлі;
- лізинг (від англ. Leasing — довгострокова оренда) — кредитування купівлі машин, обладнання, споруд виробничого призначення на основі укладання орендної угоди, за якої орендар сплачує орендну плату частинами та орендодавець зберігає право власності на товари до кінця терміну. Лізинг передбачає відносини купівлі -продажу та оренди, але основою відносин є кредитна операція — лізингова компанія надає орендатору фінансову послугу;
- компенсаційні угоди — форма довгострокового кредитування, за якої в рахунок погашення кредиту здійснюються зустрічні постачання продукції, виробленої на обладнанні, під купівлю якого був наданий кредит.

По суті, міжнародні кредити, які надаються у валюті, це форма трансформації комерційного кредиту у банківський, внаслідок якої експортер отримує ряд переваг. Насамперед, прискорюється одержання ним коштів за товар, що експортовано, а значить і обіг всього капіталу. Експортер звільняється від ризику неплатежу та валютного ризику, а також ризику, пов'язаного з коливанням ставок відсотків. Спрощується баланс підприємства за рахунок часткового звільнення від дебіторської заборгованості.
Єврокредити — кредити, що надаються у валюті, яка є іноземною для банку — євровалюті, єврокредити видаються на євроринку. Цей ринок вільний від національної системи державного регулювання, його особливістю є пільговий (реєстраційний, податковий, валютний) режим для банківських операцій.
Поява євроринку відноситься до 60-х років, коли банківські депозити у великих європейських банках значною мірою біли представлені в доларах — так званих євродоларах, що було пов'язано з масовим відливом доларів з США. На депозитах багатьох європейських банків знаходилися й інші валюти, що були іноземними для країни розташування банку. Ці депозити отримали назву євровалюти.
Банки почали використовувати ці кошти для кредитування клієнтів з різних країн. Банки США, розвиваючи мережу філій за кордоном, взяли активну участь у становленні цих ринків. До 90-х років обсяг євродолларового ринку перевищив 2 трлн дол., а зараз за різними оцінками становить 7—8 і навіть 10 трлн дол. Приблизно 75% цих коштів знаходиться на банківських депозитах. Банки, що мають такі депозити і надають кредити в євродоларах і євровалютах, називаються євробанки.
Євровалютні ринки не обов'язково пов'язані з європейськими країнами. Окрім фінансових центрів в Європі (Лондон, Париж, Франкфурт-на-Майні, Люксембург), такі операції ведуться в Нью-Йорку, Гонконзі, Сінгапурі, Бахрейні тощо.
Основна частка операцій на ринку євровалют здійснюється з головними вільноконвертованими валютами: євродоларами (60%), євромарками (14%), євройєнами (6%), євро (3%), єврошвейцарськими франками (1%).
Самі великі банки мають широку мережу закордонних філій і відділень, через яку вони контролюють фінансові операції на міжнародному рівні. Це — транснаціональні банки (ТНБ), серед яких лідирують американські. В 1960 р. тільки 8 банків США мали філії за кордоном, їх активи складали не менш 4 млрд дол. В 90-ті роки закордонні філії вже мали більше 100 американських банків із загальними активами більше 500 млрд дол. Основна клієнтура ТНБ — промислові ТНК, які самі беруть активну участь в світових фінансових операціях.
Єврокредити, як правило, надаються на умовах «рол овер» (роловерний кредит) на строк 5—10 років. Весь договірний строк ділиться на періоди по 3—6 місяців, а тверда відсоткова ставка встановлюється лише для першого періоду. Для кожного наступного вона коректується з врахуванням зміни цін та валютних курсів на міжнародному грошову ринку. До основних форм роловерного кредиту відносять: роловерні європозики, відновлювані роловерні кредити та роловер-стенд-бай єврокредити (роловерний кредит підтримки).
Роловерні європозики на початку свого використання мали фіксовані ставки відсотка. Внаслідок краху Бреттон-Вудської системи при їх наданні почали використовувати «плаваючі» ставки відсотка.
Відновлювані роловерні кредити не мають встановленого загального розміру суми кредиту. При його одержанні обговорюється лише дата зміни «ціни» та обсягу кредиту в межах терміну надання, що, як правило, збігається з часом зміни ставки відсотка. Базою для їх виникнення слугували національні револьверні, або контокорентні, кредити, в яких практикують використання овердрафту.
Роловер стенд-бай єврокредит (роловерний кредит підтримки) має характер підстрахувального. При укладенні договору на його отримання позика фактично не надається. Банк лише бере на себе зобов'язання надати впродовж дії договору єврокредит за першою вимогою позичальника.
Відсоткова ставка за роловерними кредитами складається з двох частин — базової ставки і маржі. За базу приймаються відсоткові ставки за три- або шестимісячними міжбанківськими депозитами на відповідному ринку, наприклад ЛІБОР (LIBOR) у Лондоні.
ЛІБОР — ставка, запропонована на Лондонському міжбанківському ринку депозитів. Це відсоткова ставка, за якою провідні банки Лондона надають позиковий капітал у певній валюті іншим банкам. Вона служить базовою ставкою для багатьох операцій на міжбанківському ринку позикових капіталів. Маржа коливається від 0,25 до 2% залежно від стану ринку та надійності (рейтингу)
позичальника.
За аналогією з ЛІБОР в інших фінансових центрах останнім часом стали формуватися свої базові ставки: ФІБОР — у Франкфурті-на-Майні, СІБОР — в Сінгапурі, БІБОР — в Бахрейні тощо.
В міжнародному кредитуванні широко застосовуються синдиковані кредити, які надаються декількома банками одному позичальнику. Створення синдикату банків дозволяє об'єднати ресурси його учасників для проведення великих кредитних операцій. Обсяги синдикованого кредиту, як правило, сягають декількох мільярдів доларів, а строки досить тривалі — в середньому 7—10 років. Такі умови кредитування дозволяють з одного боку, зібрати таку суму кредиту, яка не під силу одному банку, а з іншого — розподілити кредитний ризик між всіма його учасниками пропорційно їхньої частки в сумі кредиту.

## Світовий фінансовий ринок
Світовий фінансовий ринок — система відносин попиту і пропозиції щодо фінансового капіталу, що функціонує у міжнародній сфері як покупні і платіжні засоби, кредити, інвестиційні ресурси.
Основна функція світових фінансових ринків — забезпечення міжнародної ліквідності, тобто можливості швидко залучити достатню кількість грошових засобів в різних формах на вигідних умовах на наднаціональному рівні. Операції на міжнародному фінансовому ринку поділяються на дві великі групи — кредитні та інвестиційні. Відповідно, весь фінансовий ринок складається з двох частин:
- кредитний ринок — де грошові ресурси рухаються на принципах поверненості, терміновості, платності і гарантованості; та
- ринок цінних паперів — на якому відбувається купівля і продаж фінансових зобов'язань і таким чином здійснюється процес інвестування.

Критерієм їх виділення виступає тип фінансових зобов'язань чи інструментів, що використовуються. Якщо вільна купівля-продаж неможлива, то ми маємо справу з кредитним ринком. Там же, де зобов'язання чи інструменти купуються і продаються, покупці і продавці виступають учасниками ринку цінних паперів.
З іншого боку, залежно від термінів реалізації майнових прав — короткі (до року) і триваліші — розрізняють:
- грошовий ринок — система відносин попиту і пропозиції фінансових ресурсів, що надаються на короткостроковий термін. Грошовий ринок в свою чергу складається з:
- облікового ринку, на якому основними інструментами є казначейські й комерційні векселі та інші види короткострокових зобов'язань;
- міжбанківського ринку, на якому залучаються тимчасово вільні грошові ресурси кредитних закладів і розміщуються у формі міжбанківських депозитів на короткі строки (1,3,6 місяців, до 1—2 років);
- валютного ринку, який обслуговує міжнародний платіжний обіг, пов'язаний з оплатою грошових зобов'язань юридичних і фізичних осіб різних країн;
- фондовий ринок (ринок капіталів) — система довгострокових позик на міжнародному рівні, коли капітал використовується позичальниками для фінансування капіталовкладень. Фондовий ринок в свою чергу складається з:
- ринку середньо- та довгострокових кредитів;
- ринку цінних паперів — інвестиційний сектор міжнародного фінансового ринку, сфера наднаціонального обігу цінних паперів.

На міжнародному ринку цінних паперів представлені такі види зобов'язань:
- Єврооблігації — боргові зобов'язання, що випускаються позичальником при отриманні довгострокової позики на євроринку. Вони розміщуються одночасно на ринках декількох країн і номіновані у валюті, яка є для кредитора іноземною. Наприклад, позика компанії ФРГ в доларах США, отримана через розміщення облігацій у Франції, Великій Британії і Швейцарії. Єврооблігації випускаються на тривалі строки: від 4—7 до 15 років, 30 та 40 років. Розмір єврооблігаційної позики становить 20 та 30 млн дол., а іноді — до 300–500 млн дол.
- Іноземні облігації — цінні папери, які розміщуються позичальником в іншій країні, але в своїй національній валюті. Наприклад, облігації іноземців, які обертаються в США, називаються «янкі бондз», в Японії — «самураї бондз», у Великій Британії — «буль-догз».

Єврооблігації бувають різних типів: звичайні (прямі), з плаваючою процентною ставкою, з нульовим відсотком (купоном), з індексованим відсотком, конвертовані, облігації з опціоном. Зараз 60% всіх єврооблігацій є звичайними, тобто прямими облігаціями, власники яких отримують фіксований відсоток у вигляді річних купонів.
- Облігації з плаваючою процентною ставкою — ставка за облігаціями змінюється залежно від зміни відсотка на ринку.
- Облігації з індексованим відсотком — ставка прив'язується не до позичкового відсотка, а до індексу цін на відповідні товари.
- Облігації з нульовим відсотком — доход за облігацією отримується не щорічно, а лише один раз, при викупі облігацій.
- Конвертовані облігації — вид облігацій, які за певних умов можна обміняти на акції компанії-боржника за попередньо встановленим курсом.
- Акції — інтернаціональні розміщення свідоцтв про власність. Обсяг угод про купівлю-продаж акцій постійно зростає, але залишається невисоким: від 1% у 1985 до 2,1% у 1990 році. Це пов'язано, по-перше, з тим, що інвестори тяжіють до акцій відомих національних підприємств, і, по-друге, з відсутністю справжнього міжнародного вторинного ринку перепродажу акцій.
- Євроноти — цінні папери, які випускають корпорації на строк від трьох до шести місяців зі змінною ставкою, яка базується на ЛІБОР. Євроноти використовуються для надання середньострокового кредиту. Вони можуть продаватися банками іншим покупцям і таким чином виступають одночасно в ролі банківського кредиту й облігаційної позики. Ринок євронот почав активно розвиватися з кінця 70-х років.
- Єврокомерційні папери — зобов'язання комерційних корпорацій, які випускаються на 3—6 місяців з невисокою маржею до базової ставки.

З кожним роком в міжнародному обігу з'являються все нові види цінних паперів, що випускаються банками. Через інвестиційний сектор світового фінансового ринку банки мобілізують величезні маси капіталу для своїх клієнтів. У 1993—1996 роках тільки через розміщення єврооблігацій та акцій на наднаціональному рівні щорічно було отримано в середньому 500 млрд дол., тоді як через міжнародні кредити — в середньому 250 млрд дол.
Новою тенденцією в розвитку світового фінансового ринку стало розмиття меж між традиційними секторами — кредитним та інвестиційним. Міжнародною банківською системою був ініційований процес «сек'юритизації кредитів» («securities» з англ. — цінні папери), основною метою якою було зменшення кредитних ризиків. На суму виданого клієнту кредиту банки випускають цінні папери типу облігацій, що вільно обертаються на ринку. Продаючи їх, банки повертають гроші набагато раніше строку погашення кредиту. Крім цього, банки можуть об'єднувати свої кредити з різними строками, різною мірою ризику, в різних валютах і в різних країнах в один кредитний пул і на цій основі випускати єдині облігації. Інвестори, що купують ці цінні папери, не знають, які саме кредити складають їх основу. Таким чином страхуються навіть самі проблематичні кредити.
Похідні фінансові інструменти (деривативи):
- Форвардний контракт — це контракт між двома сторонами про майбутню поставку предмета договору. Форвардний контракт — це тверда угода, тобто угода, обов'язкова до виконання. Предметом угоди можуть бути різні активи, наприклад акції, облігації, валюта та ін.. Цей контракт укладається для реального продажу чи купівлі відповідного активу, в тому числі з метою страхування постачальника або покупця від можливої несприятливої зміни ціни. Цей контракт також може бути укладений з метою гри на різниці курсової вартості активів. Форвардна ціна — це ціна поставки, яка фіксується в контракті на момент його укладання.
- Ф'ючерсний контракт — це контракт, який укладається на біржі між двома сторонами про майбутню поставку предмета договору. Ці контракти укладаються з метою хеджування, гри на курсовій різниці і, як правило, рідко мають своєю метою виконання реальної поставки активу. Ф'ючерсні контракти високоліквідні, для них існує широкий вторинний ринок. Ф'ючерсна ціна — ціна, яка фіксується при укладанні ф'ючерсного контракту, вона відображає сподівання інвесторів відносно майбутньої ціни спот відповідного активу.
- Своп — це угода між двома контрагентами про обмін у майбутньому платежами відповідно до визначених у контракті умов. Зараз свопи укладаються здебільшого за допомогою фінансових посередників, які беруть на себе кредитний та ринковий ризики.
- Опціон — це угода між двома сторонами про передання права (для покупця) та зобов'язання (для продавця) купити або продати відповідний актив (цінні папери, валюту та ін.) за відповідною (фіксованою) ціною у заздалегідь узгоджену дату або протягом узгодженого строку. Опціон дає одній із сторін угоди право вибору виконати контракт або відмовитися від його виконання.
- Варанти — це опціон на придбання певної кількості акцій (варант акцій) або облігацій (варант облігацій) за ціною виконання в будь-який момент часу до закінчення строку дії варанту. Варанти звичайно випускаються як додаток до якогось боргового інструменту, наприклад облігації, щоб зробити його привабливішим для інвестора.

## Міжнародні валютно-фінансові організації
У міждержавному регулюванні валютних та кредитних відносин основна роль належить спеціальним міжнародним валютно-фінансовим організаціям, серед яких провідне місце посідають Міжнародний валютний фонд (МВФ), Світовий банк, Міжнародний банк реконструкції та розвитку (МБРР), регіональні банки та валютно-кредитні організації ЄС — Європейський інвестиційний банк (ЄІБ), Європейський фонд валютного співробітництва, Європейський банк реконструкції і розвитку (ЄБРР).
Міжнародний валютний фонд (МВФ) — це міжурядова валютно-кредитна організація, яка виконує функції регулювання, фінансування, нагляду та консультування держав-членів у сфері валютно-фінансових відносин. Створений на міжнародній конференції в м. Бреттон-Вудсі (США) в 1944 р., а розпочав працювати з 1947 р. Має статус спеціалізованого закладу ООН. У 1959 р. членами Фонду були 49 держав, у 1970 р. — 116, 1992 р. — 157, 1997 р. — 182 держава.
МВФ — це організація акціонерного типу. Його ресурси формуються за рахунок внесків країн-учасниць відповідно до встановленої для кожної країни квоти. Розмір квоти залежить від рівня економічного розвитку країни та її ролі у світовій економіці й міжнародній торгівлі. Квота переглядається кожні 5 років. Квота України у 1996 р. разом з 10 іншими країнами своєї групи становила 4,88% (для порівняння: США — 17,78%, Німеччини та Японії — по 5,54%, Франції та Великої Британії — по 4,98%). Залежно від розмірів квот розподіляються голоси між країнами під час прийняття рішень в керівних органах МВФ. Кожна держава має 250 голосів плюс один голос на кожні 100 тис. СПЗ її квоти. Величина квоти визначає можливості країни впливати на політику МВФ.
Основними завданнями МВФ є:
- сприяння розвитку міжнародної торгівлі та валютного співробітництва встановленням норм регулювання валютних курсів та контролю за їх дотриманням;
- сприяння багатосторонній системі платежів та ліквідація валютних обмежень;
- надання валютних кредитів державам-членам для вирівнювання платіжних балансів;
- організація консультативної допомоги з фінансових і валютних питань.

Кредитні операції МВФ здійснює лише з офіційними органами країн-членів — казначействами, центральними банками, валютними стабілізаційними фондами. Кредити надаються у формі продажу іноземної валюти за національну, а погашають їх, викуповуючи національну валюту за іноземну.
МВФ надає кредити декількох видів:
1. Резервні кредити («стенд-бай») — для стабілізації платіжного балансу, дефіцит якого має тимчасовий або циклічний характер, в межах одного-двох років з можливим його продовженням до 4—5 років, за середньою ставкою 3,25%.
2. Розширене кредитування (ЕФФ) — для підтримки середньострокових програм (3-4 роки) подолання труднощів платіжного балансу, причиною яких є макроекономічні та структурні проблеми, звичайно за ставкою 4,5% річних.
3. Компенсаційні та надзвичайні кредити (ССФФ) — для компенсації скорочення експортного виторгу за незалежними від країни-позичальника причинами (на 3—5 років). Викуп національної валюти здійснюється у строк до 5 років, звичайно — на умовах 3,25% річних.
4. Фінансування системних перетворень (СТФ) — цей механізм запроваджений у 1993–1995 рр. для країн з перехідною економікою, які мали значні проблеми з платіжним балансом внаслідок переходу від торгівлі на базу неринкових цін до торгівлі на ринковій основі.
5. Стабілізаційний («буферний») кредит (БСФФ) — для фінансування запасів сировини в зв'язку з несприятливою кон'юнктурою на світових ринках (на 3—5 років). Починаючи з 1984 р. цей механізм не використовувався.
6. Фінансування структурної перебудови (САФ) — для надання пільгової допомоги найменш забезпеченим країнам-членам Фонду. Сума, яка може бути надана країні, становить не більше 50% квоти з річними лімітами 15, 20 та 15% для першого, другого та третього року відповідно. Кредити надаються за 0,5% річних на строк до 10 років.
7. Розширене фінансування (ЕСАФ) — для структурної перебудови зовнішніх розрахунків, якщо наявні серйозні порушення платіжного балансу (до 3 років), відсоткова ставка 0,5%.

Кредити МВФ надає лише з дотриманням певних економічних і політичних вимог у формі програми стабілізації економіки. Країни-члени зобов'язані надавати МВФ інформацію про офіційні запаси золота і валютні резерви, стан економіки, платіжний баланс, іноземні інвестиції та грошовий обіг тощо.
Група Світового банку — багатостороння неурядова кредитно-фінансова установа, яка об'єднує чотири окремі фінансові установи:
- Міжнародний банк реконструкції та розвитку;
- Міжнародну фінансову корпорацію;
- Міжнародну асоціацію розвитку;
- Багатостороннє агентство гарантії інвестицій.

Офіційні цілі усіх членів Групи Світового банку — зменшення бідності і підвищення життєвих стандартів країн-членів шляхом сприяння економічному розвитку останніх і залучення ресурсів з розвинених країн до країн, що розвиваються. Кожна з установ Групи Світового банку має свої функції і відіграє самостійну, якісно відмінну роль.
Україна стала членом МБРР з вересня 1992 р., у жовтні 1993 р. вона стала 162 країною — учасницею МФК, а у 1995 р. — повним членом БАГІ.
Міжнародний банк реконструкції та розвитку, який часто називають Світовим банком, було засновано одночасно з МВФ як частину нової структури в системі організації міжнародного співробітництва на Бреттон-Вудській конференції в 1944 р. МБРР розпочав свою діяльність 25 червня 1946 р.
Мета Світового банку — сприяння економічному прогресові на користь найбідніших верств населення в країнах, що розвиваються, і фінансування інвестицій, які сприятимуть економічному зростанню. Інвестиції спрямовуються як на будівництво доріг, електростанцій, шкіл, зрошувальних систем, так і на сприяння розвитку сільськогосподарських структур, перекваліфікацію вчителів, програми поліпшення харчування дітей та вагітних жінок. Крім того, важливе місце у кредитній політиці МБРР посідає так зване стабілізаційне кредитування — фінансування програм структурної перебудови і галузевої адаптації — галузевих реформ, не пов'язаних з конкретними проектами. Загалом структурне регулювання пропонується МВФ у вигляді певної макроекономічної програми, а пізніше стає головною умовою надання позик з боку МБРР. Програми структурної перебудови включають підтримку окремих реформ економічної політики і господарської реорганізації, передусім тих, що спрямовані на зменшення диспропорцій у зовнішній торгівлі, скорочення бюджетних дефіцитів або зменшення інфляції. Такі заходи, як приватизація державних підприємств, скорочення державних видатків, девальвація національної валюти, а також експортно-орієнтована політика, яку відстоює МБРР, в цілому сприяють залученню іноземних інвестицій, розвитку приватного підприємництва, зростанню сукупного доходу в країні. Однак, як правило, сплачують за такі програми скороченням субсидій для бідних верств населення. Їх результатом стає падіння доходів населення, зростаюча нерівність у суспільстві.
Характерною особливістю МБРР як міжурядової організації є залучення значної частини коштів на ринках приватного капіталу. Банк продає облігації, векселі та інші гарантії заборгованості безпосередньо урядам, їхнім представництвам і центральним банкам, пенсійним фондам, страховим компаніям, корпораціям, комерційним банкам та індивідуальним особам у більше ніж 100 країнах світу. Одним з основних інструментів запозичення коштів виступають єврооблігації, які почали випускатися МБРР з 1980 р.
Позики банку надаються лише урядам країн або під їхню гарантію державним та приватним організаціям і корпораціям. Чим бідніша країна, тим сприятливіші умови, на яких вона може отримати кредит у МБРР. Позики надаються здебільшого на 15—20 років і мають 5-річний пільговий період, протягом якого сплачуються тільки відсоткова ставка та кошти для резервування для клієнта кредитної лінії. Відсоткові ставки за позиками Світового банку змінюються кожні 6 місяців.
Міжнародна асоціація розвитку (МАР) — заснована у 1960 р. з метою доповнити діяльність МБРР в напрямі довгострокового фінансування найбідніших країн світу. Офіційними цілями діяльності МАР в найбідніших країнах світу є: скорочення бідності; стабілізація і економічне зростання; захист навколишнього середовища. МАР надає фінансову допомогу країнам, що розвиваються у вигляді кредитування конкретних проектів. Кредити мають 10-ти річний період відстрочки і підлягають сплаті протягом 35-40- річного періоду (згідно з кредитоспроможністю країни-позичальниці). Причому якщо протягом 70-80-х років кредити надавалися зі сплатою невеликих комісійних зборів у розмірі 0,75%, то з 1989 р. — 0%. Кошти, які позичає МАР, формуються за рахунок внесків з найрозвиненіших країн; внесків, які час від часу отримують з доходів МБРР, а також за рахунок погашення наданих МАР кредитів. Попри те, що МАР легально є відокремленою від світового банку, ця установа має спільний з ним персонал і організаційно-технічні засоби.
Міжнародна фінансова корпорація була заснована в 1956 р. для сприяння розвитку приватного підприємництва в країнах, що розвиваються. в 1996 р. членами МФК були 170 країн. Акціонерний капітал МФК формується шляхом підписки країнами-членами на акції і становить 2,45 млрд дол. США.
Основні види діяльності МФК:
- фінансування проектів приватного сектора економіки країн, розвиваються шляхом надання позик або прямих інвестицій;
- сприяння приватним компаніям країн, що розвиваються, в мобілізації фінансових коштів на міжнародних фінансових ринках;
- надання технічної допомоги, дорадчих та консультаційних послуг урядам і підприємцям країн-членів.

Інвестиції МФК мають прибутково орієнтований характер, тобто МФК фінансує лише рентабельні проекти, які мають добрі перспективи з точки зору одержання прибутку. На відміну від МБРР, ця установа надає позики без урядових гарантій. МФК може займати рівноправне положення в компаніях, яким вона позичає, відігравати роль каталізатора щодо інших інвесторів з приватного сектора, а також створювати ринки капіталу в країнах, що розвиваються.
Багатостороннє агентство гарантії інвестицій — створене в 1988 р. і почало свою діяльність з 1990 р. Входить 110 країн-членів. Діяльність БАГІ спрямована на розповсюдження потоку прямих іноземних інвестицій серед країн-членів. БАГІ забезпечує гарантії інвестицій, захищаючи інвесторів від таких некомерційних ризиків, як 1) неконвертованість валюти або неможливість репатріації капіталу; 2) експропріація; 3) війна та громадянська непокора; 4) розрив контракту. Ця установа надає консультативні послуги на рівні урядів, допомагаючи останнім залучати приватні інвестиції в економіку.
Для сприяння економічному співробітництву та інтеграції країн в різних регіонах в 1960-х рр. були створені регіональні банки розвитку:
- 1960 р.- Міжамериканський банк розвитку (53 країни);
- 1964 р. — Африканський банк розвитку (75 країн);
- 1967 р. — Азійський банк розвитку (14 країн).

В Європі функціонують такі регіональні валютно-кредитні організації:
Європейський інвестиційний банк (ЄІБ) — створений у 1958 р. як фінансова організація ЄС, яка забезпечує довгострокові позики для сприяння збалансованого і рівномірного розвитку країн Союзу. Метою ЄІБ є спрощене фінансування інвестицій в інфраструктуру чи промислових інвестицій за проектами, які викликають регіональний, галузевий чи загальноєвропейський інтерес. Більше ніж половина загальної суми позик виділяється для інвестицій у виробництво в регіонах, які відстають в індустріальному розвитку чи переживають занепад промисловості, для покращання систем зв'язку та охорони довкілля. Проекти, підтримані позикою ЄІБ, мають найнижчу з можливих відсоткових ставок. Кредити надаються на 20—25 років.
Європейський банк реконструкції та розвитку (ЄБРР) — функціонує з 1991 р. з метою сприяння економічним реформам у країнах Східної Європи та колишнього СРСР. Основними об'єктами кредитування ЄБРР є приватні фірми і державні підприємства, що приватизуються, а також знову створювані компанії, включаючи спільні підприємства з міжнародними інвестиціями. 60% його ресурсів спрямовано на розвиток у цих країнах приватного сектора, а 40% — на розвиток інфраструктури.
Пріоритетними сферами фінансування в Україні є конверсія, сільське господарство, приватизація, транспорт, телекомунікації, охорона довкілля, сприяння розвитку банківського сектора. Банк фінансує проекти вартістю не менше 15—17 млн дол., максимальна ставка відсотку — 16-18% річних.
Європейський фонд валютного співробітництва (ЄФВС) — створений у 1973 р. в межах європейської валютної системи. Він надає кредити країнам -членам ЄС для покриття дефіциту платіжного балансу за умови використання ними програми стабілізації економіки, а також виконує функції кредитно-розрахункового обслуговування.
 

## Проблема заборгованості та можливі шляхи її розв'язання
Однією із складних міжнародних фінансових проблем виступає проблема заборгованості країн, що розвиваються. Надмірне залучення іноземних кредитів країнами, що розвиваються, при послабленні уваги до проблеми раціонального використання отриманих ресурсів, погіршення економічного стану більшості цих держав через світову економічну кризу 1980–1982 рр. тощо — все це різко загострило на початку 80-х років увесь комплекс проблем, пов'язаних із заборгованістю цих країн, створивши ситуацію «кризи боргів». Причинами кризи також стали — невеликі розміри внутрішніх заощаджень, від'ємне сальдо зовнішньоторговельних операцій; значний імпорт капіталі за відсутності власних ресурсів та інші.
До початку 70-х років сума боргу була відносно невеликою і представлена головним чином була кредитами іноземних держав та міжнародних фінансових інститутів (МВФ, СБ та регіональних банків розвитку). Більшість таких позик здійснювалася на пільгових умовах, з низькою відсотковою ставкою і використовувалась на реалізацію конкретних проектів розвитку та оплату імпорту інвестицій і товарів.
Наприкінці 70-х — на початку 80-х років становище змінилося, до процесу кредитування країн, що розвиваються, підключилися комерційні банки. Вони скористалися надлишком «нафтодоларів» країн-членів ОПЕК. Кредити надавалися для покриття дефіциту платіжних балансів і підтримки експортних галузей.
За даними Світового Банку нараховується 16 країн з високим рівнем заборгованості: Бразилія, Мексика, Аргентина, Венесуела, Польща.
За період з 1970 по 1996 роки зовнішній борг країн, що розвиваються, зріс з 68,4 млрд дол. до 2,3 трлн дол. Тільки на обслуговування цього боргу витрати складали на початку 90-х років 169 млрд дол.
Значна частина боргів набула репутації безнадійних. Виник «вторинний ринок боргів», на якому зі знижкою (30% номінальної вартості) оберталися банківські вимоги до боржників. Обсяг торгівлі борговими зобов'язаннями на початку 90-х років перевищив 100 млрд дол.
Реструктурування боргів країн, що розвиваються, у 80-90-ті роки зменшило гостроту боргової проблеми. В останні роки значно поліпшилися показники обслуговування боргу в багатьох країнах Латинської Америки, Азії. Однак, боргова проблема ще залишається предметом занепокоєння в найменш розвинутих країнах, особливо африканських.
Залучення іноземного капіталу збільшує ресурси економічного розвитку, але зростання зовнішнього боргу породжує проблему його обслуговування, яка передбачає: амортизацію (виплату основної суми); виплату відсотків.
Зобов'язання з обслуговування зовнішнього боргу виконуються або за рахунок експортної виручки і скорочення імпорту, або шляхом нових позик за кордоном. Для вирішення проблеми заборгованості країни були вимушені брати нові позики, а також — звернутися за допомогою до стабілізаційної програми МВФ, умови якої охоплюють 4 компоненти:
- відміна або лібералізація валютного та імпортного контролю;
- зниження обмінного курсу місцевої валюти;
- жорстка внутрішня антиінфляційна програма (контроль за кредитами банків, за видатками державного бюджету, за дефіцитом державного бюджету, за ростом заробітної плати, зняття контролю за цінами);
- заохочення іноземних інвестицій і відкриття економіки країни світовому господарству.

Починаючи з 1994 року МВФ надає кредити Україні. За 1994–2001 роки були підписані проєкти співробітництва Світового Банку і України на суму 6,4 млрд дол., з них позики СБ — 4,8 млрд дол.

## Зовнішній борг України
Структура зовнішнього боргу України станом на 2009 р. наступна: загальний розмір зовнішнього боргу — 105,4 млрд доларів США (56,4% від ВВП), державний борг — 14,2 млрд доларів, борг банківського сектора — 42,1 млрд доларів США, борг інших секторів економіки — 49 млрд доларів.
За 2012 рік зовнішній борг України виріс на $8,81 млрд, або на 7%, і досяг $135,05 млрд.
На кінець першого півріччя 2013 року валовий зовнішній борг України становив 134.4 млрд. доларів США (75,7% від ВВП).
У серпні 2013р. американський інвестиційний фонд Franklin Templeton придбав 20% зовнішнього боргу України.
Сукупний зовнішній борг України на кінець 2013 р. досяг $140 млрд або близько 80% ВВП, у тому числі короткостроковий - $65 млрд, що більш ніж в 4 рази перевищує золотовалютний запас держави, який становить сьогодні лише $15 млрд.
У квітні 2015 року п`ять провідних держателів українських суверенних і квазісуверенних облігацій сформували комітет кредиторів, щоб чинити опір списанню частини боргів. Найбільший кредитор України – Franklin Templeton. За даними джерел Reuters, в числі кредиторів, що увійшли до Комітету – провідні компанії з управління інвестиціями, що базуються в США та Європі, які купували зобов’язання України на первинному та вторинному ринку.